# Aethes conomochla
Aethes conomochla là một loài bướm đêm thuộc họ Tortricidae. Nó là loài duy nhất được tìm thấy ở Kashmir (described from Gulmarg).